# 八腊瑶族乡
八腊瑶族乡是中华人民共和国广西壮族自治区河池市天峨县下辖的一个民族乡。

## 行政区划
八腊瑶族乡下辖以下村级行政区划单位：
八腊村、龙峨村、洞里村、甘洞村、老鹏村、五福村、麻洞村、纳碍村和什里村。